# FEI Nations Cup 2013 (Vielseitigkeit)
Der FEI Nations Cup 2013 im Vielseitigkeitsreiten (2013 FEI Nations Cup Eventing) war die zweite Saison des Nations Cups der Vielseitigkeitsreiter.

## Ablauf der Turnierserie
Auch in dieser zweiten Saison fanden alle Prüfungen in Europa statt. Die Wertungsprüfungen waren als CICO 3* oder CCIO 3* ausgeschrieben. Die Serie erstreckte sich im Jahr 2013 vom 21. März bis zum 13. Oktober und umfasste damit die gesamte grüne Saison (Zeitraum, in dem Reitturniere witterungsbedingt außerhalb von Hallen durchgeführt werden können).
Die siegreiche Mannschaft erhielt in den Wertungssprüngen jeweils elf Punkte, die nachfolgenden Mannschaften eine absteigende Anzahl an Wertungspunkten. Die Mannschaften erhielten pro Teilnehmer, der die Prüfung nicht beendet, 1000 Minuspunkte in der Prüfung. Somit haben alle Mannschaften ein Ergebnis und erhalten Wertungspunkte für den Nations Cup.

## Die Prüfungen

### 1. Prüfung: Frankreich
Das französische Nationenpreisturnier im Vielseitigkeitsreiten findet seit 2009 in Fontainebleau statt. Im Jahr 2013 wurde das Turnier vom 21. bis 24. März 2013 ausgetragen.
Der Sieg im Concours International de Complet Officiel de Fontainebleauging wie im Vorjahr an Michael Jung.
Auch die deutsche Mannschaft, die in allen Teildisziplinen jeweils auf dem ersten Rang der Zwischenwertung lag, gewann wie im Vorjahr. Die Franzosen zeigten ebenfalls eine starke Mannschaftsleistung und kamen knapp hinter den Deutschen auf Platz zwei.
Mannschaftswertung CICO 3*
|                                                                                     | Mannschaft                                                                          | Reiter und Pferde                                                                   | Minuspunkte                                                                         | Minuspunkte                                                                         | Minuspunkte                                                                         | Minuspunkte                                                                         | Wertungs- punkte |
| Dressur                                                                             | Mannschaft                                                                          | Reiter und Pferde                                                                   | Gelände                                                                             | Springen                                                                            | Gesamt                                                                              |                                                                                     | Wertungs- punkte |
| ----------------------------------------------------------------------------------- | ----------------------------------------------------------------------------------- | ----------------------------------------------------------------------------------- | ----------------------------------------------------------------------------------- | ----------------------------------------------------------------------------------- | ----------------------------------------------------------------------------------- | ----------------------------------------------------------------------------------- | ---------------- |
| 1                                                                                   | Deutschland                                                                         | Michael Jung Leopin FST                                                             | 38,20                                                                               | 0,00                                                                                | 8,00                                                                                | 46,20                                                                               |                  |
| 1                                                                                   | Deutschland                                                                         | Dirk Schrade King Artus                                                             | 43,80                                                                               | 6,40                                                                                | 4,00                                                                                | 54,20                                                                               |                  |
| 1                                                                                   | Deutschland                                                                         | Andreas Dibowski Butts Leon                                                         | 44,60                                                                               | 6,40                                                                                | 8,00                                                                                | 59,00                                                                               |                  |
| 1                                                                                   | Deutschland                                                                         | Frank Ostholt Little Paint                                                          | 42,00                                                                               | 39,60                                                                               | 9,00                                                                                | (90,60)                                                                             |                  |
| 1                                                                                   | Deutschland                                                                         |                                                                                     |                                                                                     |                                                                                     |                                                                                     | 159,40                                                                              | 11               |
| 2                                                                                   | Frankreich                                                                          | Donatien Schauly Seculaire                                                          | 46,40                                                                               | 0,00                                                                                | 0,00                                                                                | 46,40                                                                               |                  |
| 2                                                                                   | Frankreich                                                                          | Eric Vigeanel Kalin de Burgo                                                        | 53,40                                                                               | 0,80                                                                                | 4,00                                                                                | 58,20                                                                               |                  |
| 2                                                                                   | Frankreich                                                                          | Didier Dhennin Opi de Saint Leo                                                     | 45,80                                                                               | 6,80                                                                                | 8,00                                                                                | 60,60                                                                               |                  |
| 2                                                                                   | Frankreich                                                                          | Denis Mesples Oregon de la Vigne                                                    | 55,80                                                                               | 2,00                                                                                | 8,00                                                                                | (65,80)                                                                             |                  |
| 2                                                                                   | Frankreich                                                                          |                                                                                     |                                                                                     |                                                                                     |                                                                                     | 165,20                                                                              | 9                |
| 3                                                                                   | Italien                                                                             | Vittoria Panizzon Borough Pennyz                                                    | 44,80                                                                               | 2,00                                                                                | 0,00                                                                                | 46,80                                                                               |                  |
| 3                                                                                   | Italien                                                                             | Mattia Luciani Parko                                                                | 51,40                                                                               | 2,80                                                                                | 8,00                                                                                | 62,20                                                                               |                  |
| 3                                                                                   | Italien                                                                             | Stefano Fioravanti Nodin d'Orval                                                    | 51,40                                                                               | 10,00                                                                               | 4,00                                                                                | 65,40                                                                               |                  |
| 3                                                                                   | Italien                                                                             |                                                                                     |                                                                                     |                                                                                     |                                                                                     | 174,40                                                                              | 8                |
| 4                                                                                   | Niederlande                                                                         | Elaine Pen Vira                                                                     | 49,20                                                                               | 4,00                                                                                | 4,00                                                                                | 57,20                                                                               |                  |
| 4                                                                                   | Niederlande                                                                         | Alice Naber-Lozeman Mitok                                                           | 50,00                                                                               | 8,00                                                                                | 0,00                                                                                | 58,00                                                                               |                  |
| 4                                                                                   | Niederlande                                                                         | Raf Kooremans Telstar                                                               | 52,00                                                                               | 19,20                                                                               | 7,00                                                                                | 78,20                                                                               |                  |
| 4                                                                                   | Niederlande                                                                         | Tim Lips Oncarlos                                                                   | 53,40                                                                               | 38,00                                                                               | 0,00                                                                                | (91,40)                                                                             |                  |
| 4                                                                                   | Niederlande                                                                         |                                                                                     |                                                                                     |                                                                                     |                                                                                     | 193,40                                                                              | 7                |
| weitere Platzierungen: Großbritannien: 5. Rang Neuseeland: 6. Rang Spanien: 7. Rang | weitere Platzierungen: Großbritannien: 5. Rang Neuseeland: 6. Rang Spanien: 7. Rang | weitere Platzierungen: Großbritannien: 5. Rang Neuseeland: 6. Rang Spanien: 7. Rang | weitere Platzierungen: Großbritannien: 5. Rang Neuseeland: 6. Rang Spanien: 7. Rang | weitere Platzierungen: Großbritannien: 5. Rang Neuseeland: 6. Rang Spanien: 7. Rang | weitere Platzierungen: Großbritannien: 5. Rang Neuseeland: 6. Rang Spanien: 7. Rang | weitere Platzierungen: Großbritannien: 5. Rang Neuseeland: 6. Rang Spanien: 7. Rang | 6 5 4            |

Einzelwertung CICO 3*
| Rang | Reiter            | Pferd          | Mannschafts- wertung | Minuspunkte | Minuspunkte | Minuspunkte | Minuspunkte |
| Rang | Reiter            | Pferd          | Mannschafts- wertung | Dressur     | Gelände     | Springen    | Gesamt      |
| ---- | ----------------- | -------------- | -------------------- | ----------- | ----------- | ----------- | ----------- |
| 1    | Michael Jung      | Sam FBW        | nein                 | 35,60       | 0,00        | 0,00        | 35,60       |
| 2    | Sandra Auffarth   | Opgun Louvo    | nein                 | 37,40       | 0,00        | 0,00        | 37,40       |
| 3    | Michael Jung      | Leopin FST     | ja                   | 38,20       | 0,00        | 8,00        | 46,20       |
| 4    | Donatien Schauly  | Seculaire      | ja                   | 46,40       | 0,00        | 0,00        | 46,40       |
| 5    | Vittoria Panizzon | Borough Pennyz | ja                   | 44,80       | 2,00        | 0,00        | 46,80       |

### 2. Prüfung: Vereinigtes Königreich

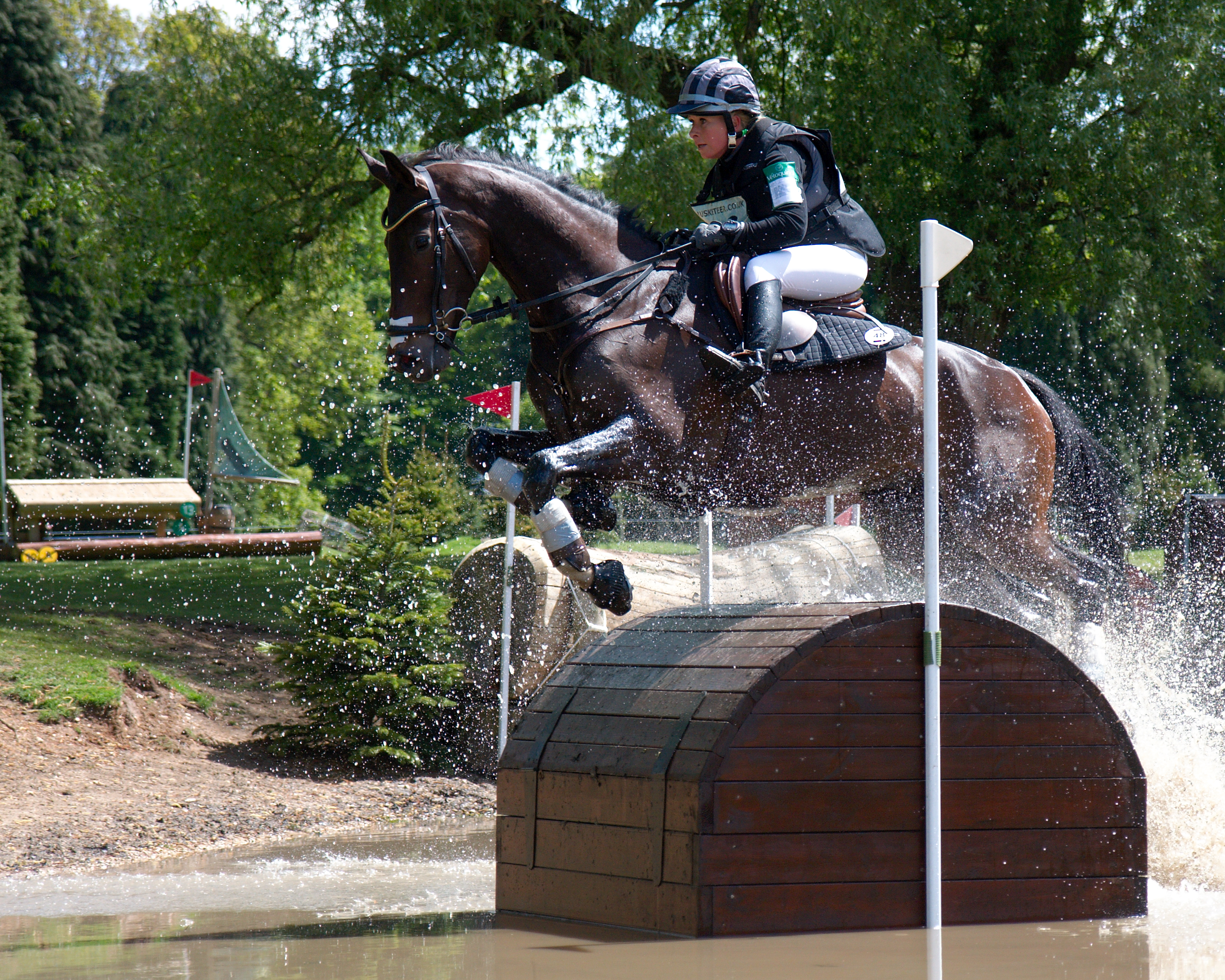
Bettina Hoy mit Designer bei den Houghton International Horse Trials 2013

Die britische Etappe des Nations Cup 2013, die Houghton International Horse Trials, fanden vom 23. bis 25. Mai 2013 statt. Austragungsort ist Houghton Hall in der Grafschaft Norfolk. Wie im Vorjahr gewann die britische Mannschaft.
Mannschaftswertung CICO 3*
|                                                                 | Mannschaft                                                      | Reiter und Pferde                                               | Minuspunkte                                                     | Minuspunkte                                                     | Minuspunkte                                                     | Minuspunkte                                                     | Wertungs- punkte |
| Dressur                                                         | Mannschaft                                                      | Reiter und Pferde                                               | Springen                                                        | Gelände                                                         | Gesamt                                                          |                                                                 | Wertungs- punkte |
| --------------------------------------------------------------- | --------------------------------------------------------------- | --------------------------------------------------------------- | --------------------------------------------------------------- | --------------------------------------------------------------- | --------------------------------------------------------------- | --------------------------------------------------------------- | ---------------- |
| 1                                                               | Großbritannien                                                  | Gemma Tattersall Chico Bella P                                  | 44,40                                                           | 8,00                                                            | 0,00                                                            | 44,40                                                           |                  |
| 1                                                               | Großbritannien                                                  | Isabelle Taylor Orlando                                         | 41,80                                                           | 8,00                                                            | 1,60                                                            | 51,40                                                           |                  |
| 1                                                               | Großbritannien                                                  | Emily Llewellyn Pardon me II                                    | 46,40                                                           | 0,00                                                            | 10,00                                                           | 56,40                                                           |                  |
| 1                                                               | Großbritannien                                                  | Francis Whittington Hasty Imp                                   | 60,90                                                           | 12,00                                                           | 5,60                                                            | (78,50)                                                         |                  |
| 1                                                               | Großbritannien                                                  |                                                                 |                                                                 |                                                                 |                                                                 | 152,20                                                          | 11               |
| 2                                                               | Deutschland                                                     | Ingrid Klimke Tabasco TSF                                       | 37,80                                                           | 4,00                                                            | 0,00                                                            | 41,80                                                           |                  |
| 2                                                               | Deutschland                                                     | Bettina Hoy Lanfranco TSF                                       | 40,70                                                           | 0,00                                                            | 6,80                                                            | 47,50                                                           |                  |
| 2                                                               | Deutschland                                                     | Julia Krajewski Lost Prophecy                                   | 43,80                                                           | 20,00                                                           | 7,60                                                            | 71,40                                                           |                  |
| 2                                                               | Deutschland                                                     | Benjamin Winter Wild Thing Z                                    | 53,90                                                           | 26,00                                                           | N.GES.                                                          | (1000,00)                                                       |                  |
| 2                                                               | Deutschland                                                     |                                                                 |                                                                 |                                                                 |                                                                 | 160,70                                                          | 9                |
| 3                                                               | Australien                                                      | Kevin McNab Clifton Pinot                                       | 54,20                                                           | 0,00                                                            | 0,00                                                            | 54,20                                                           |                  |
| 3                                                               | Australien                                                      | Lucinda Fredericks Flying Finish                                | 41,30                                                           | 0,00                                                            | 13,60                                                           | 54,90                                                           |                  |
| 3                                                               | Australien                                                      | Andrew Hoy Rutherglen                                           | 40,70                                                           | 12,00                                                           | 4,80                                                            | 57,50                                                           |                  |
| 3                                                               | Australien                                                      | Emma Dougall Kelecyn Ice Age                                    | 56,00                                                           | 0,00                                                            | 2,40                                                            | (58,40)                                                         |                  |
| 3                                                               | Australien                                                      |                                                                 |                                                                 |                                                                 |                                                                 | 166,60                                                          | 8                |
| 4                                                               | Neuseeland                                                      | Lucy Jackson Willy do                                           | 45,60                                                           | 0,00                                                            | 5,20                                                            | 50,80                                                           |                  |
| 4                                                               | Neuseeland                                                      | Jesse Campbell Kaapachino                                       | 43,80                                                           | 8,00                                                            | 1,60                                                            | 53,40                                                           |                  |
| 4                                                               | Neuseeland                                                      | Tim Rusbridge Oneforthenotebook                                 | 69,80                                                           | 0,00                                                            | 8,80                                                            | 78,60                                                           |                  |
| 4                                                               | Neuseeland                                                      | Clarke Johnstone Regal Romar                                    | 56,00                                                           | 8,00                                                            | AUFG                                                            | (1000,00)                                                       |                  |
| 4                                                               | Neuseeland                                                      |                                                                 |                                                                 |                                                                 |                                                                 | 182,80                                                          | 7                |
| weitere Platzierungen: Frankreich: 5. Rang Niederlande: 6. Rang | weitere Platzierungen: Frankreich: 5. Rang Niederlande: 6. Rang | weitere Platzierungen: Frankreich: 5. Rang Niederlande: 6. Rang | weitere Platzierungen: Frankreich: 5. Rang Niederlande: 6. Rang | weitere Platzierungen: Frankreich: 5. Rang Niederlande: 6. Rang | weitere Platzierungen: Frankreich: 5. Rang Niederlande: 6. Rang | weitere Platzierungen: Frankreich: 5. Rang Niederlande: 6. Rang | 6 5              |

Einzelwertung CICO 3*
| Rang | Reiter           | Pferd               | Mannschafts- wertung | Minuspunkte | Minuspunkte | Minuspunkte | Minuspunkte |
| Rang | Reiter           | Pferd               | Mannschafts- wertung | Dressur     | Springen    | Gelände     | Gesamt      |
| ---- | ---------------- | ------------------- | -------------------- | ----------- | ----------- | ----------- | ----------- |
| 1    | Ingrid Klimke    | Tabasco TSF         | ja                   | 37,80       | 4,00        | 0,00        | 41,80       |
| 2    | Gemma Tattersall | Chico Bella P       | ja                   | 44,40       | 0,00        | 0,00        | 44,40       |
| 3    | Bettina Hoy      | Lanfranco TSF       | ja                   | 40,70       | 0,00        | 6,80        | 47,50       |
| 4    | Lucy Jackson     | Willy do            | ja                   | 45,60       | 0,00        | 5,20        | 50,80       |
| 5    | Isabelle Taylor  | Thistledown Poposki | nein                 | 51,10       | 0,00        | 0,00        | 51,10       |

### 3. Prüfung: Polen
Bei den Strzegom Horse Trials fand im Jahr 2013 die polnische Nationenpreisprüfung statt. Diese wurde ab dem 30. Mai durchgeführt. Am 1. Juni 2013 wurde der CICO 3* abgesagt, da Witterungsbedingungen die weitere Durchführung nicht zuließen.

### 4. Prüfung: Deutschland
Die deutschen Nationenpreisturniere in fünf Disziplinen, so auch in der Vielseitigkeit, finden in Aachen statt. In der Aachener Soers werden seit 2005 Prüfungen im Vielseitigkeitsreiten ausgetragen: Im September 2005 wurde die Testprüfung für die Weltreiterspiele 2006 ausgetragen, die zwölf Monate später hier ausgetragen wurden. Seit 2007 ist der deutsche Nationenpreis im Vielseitigkeitsreiten fester Bestandteil des CHIO Aachen.
Die zweite Turnierwoche des CHIO, in der der Nationenpreis durchgeführt wird, findet 2013 vom 25. bis 30. Juni statt. Auf der Geländestrecke des Nationenpreises bildete insbesondere die Bestzeit (erlaubte Zeit) eine erhebliche Schwierigkeit für die Teilnehmer, nur der am Ende siegreiche Australier Christopher Burton blieb mit Leilani innerhalb der vorgesehenen sieben Minuten.
Mannschaftswertung CICO 3*
|                                                                                        | Mannschaft                                                                             | Reiter und Pferde                                                                      | Minuspunkte                                                                            | Minuspunkte                                                                            | Minuspunkte                                                                            | Minuspunkte                                                                            | Wertungs- punkte |
| Dressur                                                                                | Mannschaft                                                                             | Reiter und Pferde                                                                      | Springen                                                                               | Gelände                                                                                | Gesamt                                                                                 |                                                                                        | Wertungs- punkte |
| -------------------------------------------------------------------------------------- | -------------------------------------------------------------------------------------- | -------------------------------------------------------------------------------------- | -------------------------------------------------------------------------------------- | -------------------------------------------------------------------------------------- | -------------------------------------------------------------------------------------- | -------------------------------------------------------------------------------------- | ---------------- |
| 1                                                                                      | Deutschland                                                                            | Sandra Auffarth Opgun Louvo                                                            | 31,80                                                                                  | 0,00                                                                                   | 4,00                                                                                   | 35,80                                                                                  |                  |
| 1                                                                                      | Deutschland                                                                            | Andreas Dibowski FRH Butts Leon                                                        | 38,60                                                                                  | 0,00                                                                                   | 8,40                                                                                   | 47,00                                                                                  |                  |
| 1                                                                                      | Deutschland                                                                            | Dirk Schrade Hop and Skip                                                              | 41,00                                                                                  | 4,00                                                                                   | 6,80                                                                                   | 51,80                                                                                  |                  |
| 1                                                                                      | Deutschland                                                                            | Michael Jung Halunke FBW                                                               | 39,00                                                                                  | 4,00                                                                                   | 8,80                                                                                   | (51,80)                                                                                |                  |
| 1                                                                                      | Deutschland                                                                            |                                                                                        |                                                                                        |                                                                                        |                                                                                        | 134,60                                                                                 | 11               |
| 2                                                                                      | Großbritannien                                                                         | Kristina Cook Miners Frolic                                                            | 42,20                                                                                  | 1,00                                                                                   | 7,60                                                                                   | 50,80                                                                                  |                  |
| 2                                                                                      | Großbritannien                                                                         | Gemma Tattersall Chico Bella P                                                         | 41,20                                                                                  | 4,00                                                                                   | 14,00                                                                                  | 59,20                                                                                  |                  |
| 2                                                                                      | Großbritannien                                                                         | Isabelle Taylor Matilda                                                                | 44,20                                                                                  | 0,00                                                                                   | 28,40                                                                                  | 72,60                                                                                  |                  |
| 2                                                                                      | Großbritannien                                                                         | Tom McEwen Dry Old Party                                                               | 61,40                                                                                  | 0,00                                                                                   | 68,80                                                                                  | (130,20)                                                                               |                  |
| 2                                                                                      | Großbritannien                                                                         |                                                                                        |                                                                                        |                                                                                        |                                                                                        | 182,60                                                                                 | 9                |
| 3                                                                                      | Schweden                                                                               | Frida Andersén Herta                                                                   | 47,20                                                                                  | 8,00                                                                                   | 3,60                                                                                   | 58,80                                                                                  |                  |
| 3                                                                                      | Schweden                                                                               | Niklas Lindbäck Mister Pooh                                                            | 41,20                                                                                  | 0,00                                                                                   | 37,20                                                                                  | 78,40                                                                                  |                  |
| 3                                                                                      | Schweden                                                                               | Sara Algotsson-Ostholt Reality                                                         | 37,40                                                                                  | 6,00                                                                                   | 38,40                                                                                  | 81,80                                                                                  |                  |
| 3                                                                                      | Schweden                                                                               | Niklas Jonsson First Lady                                                              | 45,00                                                                                  | 12,00                                                                                  | AUFG                                                                                   | (1000,00)                                                                              |                  |
| 3                                                                                      | Schweden                                                                               |                                                                                        |                                                                                        |                                                                                        |                                                                                        | 219,00                                                                                 | 8                |
| 4                                                                                      | Australien                                                                             | Christopher Burton Leilani                                                             | 35,60                                                                                  | 0,00                                                                                   | 0,00                                                                                   | 35,60                                                                                  |                  |
| 4                                                                                      | Australien                                                                             | Paul Tapner Wickstead Didgeridoo                                                       | 56,00                                                                                  | 5,00                                                                                   | 20,80                                                                                  | 81,80                                                                                  |                  |
| 4                                                                                      | Australien                                                                             | Andrew Hoy Cheeky Calimbo                                                              | 32,60                                                                                  | 4,00                                                                                   | 72,00                                                                                  | 108,60                                                                                 |                  |
| 4                                                                                      | Australien                                                                             | Bill Levett Silk Stone                                                                 | 52,00                                                                                  | 12,00                                                                                  | AUSG                                                                                   | (1000,00)                                                                              |                  |
| 4                                                                                      | Australien                                                                             |                                                                                        |                                                                                        |                                                                                        |                                                                                        | 226,00                                                                                 | 7                |
| weitere Platzierungen: Neuseeland: 5. Rang Irland: 6. Rang Vereinigte Staaten: 7. Rang | weitere Platzierungen: Neuseeland: 5. Rang Irland: 6. Rang Vereinigte Staaten: 7. Rang | weitere Platzierungen: Neuseeland: 5. Rang Irland: 6. Rang Vereinigte Staaten: 7. Rang | weitere Platzierungen: Neuseeland: 5. Rang Irland: 6. Rang Vereinigte Staaten: 7. Rang | weitere Platzierungen: Neuseeland: 5. Rang Irland: 6. Rang Vereinigte Staaten: 7. Rang | weitere Platzierungen: Neuseeland: 5. Rang Irland: 6. Rang Vereinigte Staaten: 7. Rang | weitere Platzierungen: Neuseeland: 5. Rang Irland: 6. Rang Vereinigte Staaten: 7. Rang | 6 5 4            |

Einzelwertung CICO 3*
| Rang | Reiter             | Pferd          | Mannschafts- wertung | Minuspunkte | Minuspunkte | Minuspunkte | Minuspunkte |
| Rang | Reiter             | Pferd          | Mannschafts- wertung | Dressur     | Springen    | Gelände     | Gesamt      |
| ---- | ------------------ | -------------- | -------------------- | ----------- | ----------- | ----------- | ----------- |
| 1    | Christopher Burton | Leilani        | ja                   | 35,60       | 0,00        | 0,00        | 35,60       |
| 2    | Sandra Auffarth    | Opgun Louvo    | ja                   | 31,80       | 0,00        | 4,00        | 35,80       |
| 3    | Michael Jung       | Sam FBW        | nein                 | 36,40       | 0,00        | 6,00        | 42,40       |
| 4    | Andreas Dibowski   | FRH Butts Leon | ja                   | 38,60       | 0,00        | 8,40        | 47,00       |
| 5    | Kristina Cook      | Miners Frolic  | ja                   | 42,20       | 1,00        | 7,60        | 50,80       |

### 5. Prüfung: Italien
Der italienische Nationenpreis der Vielseitigkeitsreiter fand auch im Jahr 2013 in Montelibretti statt. Die Prüfung wurde vom 20. bis 22. September 2013 durchgeführt. In der CICO 3*-Prüfung in Montelibretti gingen nur 26 Reiter an den Start, aus diesem Feld resultierten drei Mannschaften. Mit deutlichem Vorsprung von über 30 Minuspunkten gewann die britische Equipe.
Mannschaftswertung CICO 3*
|         | Mannschaft     | Reiter und Pferde                          | Minuspunkte | Minuspunkte | Minuspunkte | Minuspunkte | Wertungs- punkte |
| Dressur | Mannschaft     | Reiter und Pferde                          | Springen    | Gelände     | Gesamt      |             | Wertungs- punkte |
| ------- | -------------- | ------------------------------------------ | ----------- | ----------- | ----------- | ----------- | ---------------- |
| 1       | Großbritannien | Nicky Roncoroni Trig Point                 | 44,60       | 0,00        | 1,00        | 45,60       |                  |
| 1       | Großbritannien | Emilie Chandler Coopers Law                | 46,40       | 0,00        | 2,00        | 48,40       |                  |
| 1       | Großbritannien | Paul Sims Calador                          | 48,00       | 0,00        | 6,00        | 54,00       |                  |
| 1       | Großbritannien | Dani Evans Raphael II                      | 48,40       | 0,00        | 18,00       | (66,40)     |                  |
| 1       | Großbritannien |                                            |             |             |             | 148,00      | 11               |
| 2       | Italien        | Emiliano Portale Rubens delle Sementarecce | 48,40       | 0,40        | 0,00        | 48,80       |                  |
| 2       | Italien        | Roberto Riganelli Stinger du Meugon        | 54,40       | 3,20        | 1,00        | 58,60       |                  |
| 2       | Italien        | Pietro Sandei Mouse                        | 60,40       | 3,60        | 14,00       | 78,00       |                  |
| 2       | Italien        | Marco Cappai Sunshine Sweet                | 56,00       | 31,20       | AUSG/VP     | (1000,00)   |                  |
| 2       | Italien        |                                            |             |             |             | 185,40      | 9                |
| 3       | Deutschland    | Robert Sirch Killcross                     | 54,80       | 10,80       | 4,00        | 69,60       |                  |
| 3       | Deutschland    | Bodo Battenberg Cadgold                    | 75,20       | 0,00        | 15,00       | 90,20       |                  |
| 3       | Deutschland    | Martin Drescher Gandalf VM                 | 57,60       | 64,00       | AUFG        | 1000,00     |                  |
| 3       | Deutschland    |                                            |             |             |             | 1159,80     | 8                |

Einzelwertung CICO 3*
| Rang | Reiter            | Pferd                     | Mannschafts- wertung | Minuspunkte | Minuspunkte | Minuspunkte | Minuspunkte |
| Rang | Reiter            | Pferd                     | Mannschafts- wertung | Dressur     | Springen    | Gelände     | Gesamt      |
| ---- | ----------------- | ------------------------- | -------------------- | ----------- | ----------- | ----------- | ----------- |
| 1    | Nicky Roncoroni   | Trig Point                | ja                   | 44,60       | 0,00        | 1,00        | 45,60       |
| 2    | Emilie Chandler   | Coopers Law               | ja                   | 46,40       | 0,00        | 2,00        | 48,40       |
| 3    | Emiliano Portale  | Rubens delle Sementarecce | ja                   | 48,40       | 0,40        | 0,00        | 48,80       |
| 4    | Paul Sims         | Calador                   | ja                   | 48,00       | 0,00        | 6,00        | 54,00       |
| 5    | Roberto Riganelli | Stinger du Meugon         | ja                   | 54,40       | 3,20        | 1,00        | 58,60       |

### 6. Prüfung: Belgien
Mit der Saison 2013 wurde auch erstmals ein belgisches Turnier Teil der Nationenpreisserie: Im Rahmen des Internationaal Eventing Waregem in Waregem wurde eine CICO 3*-Wertung durchgeführt. Im Vorjahr wurde hier ein CIC 3* ausgetragen. Das Nationenpreisturnier wurde vom 26. bis 29. September 2013 ausgetragen.
Mannschaftswertung CICO 3*
|                                             | Mannschaft                                  | Reiter und Pferde                           | Minuspunkte                                 | Minuspunkte                                 | Minuspunkte                                 | Minuspunkte                                 | Wertungs- punkte |
| Dressur                                     | Mannschaft                                  | Reiter und Pferde                           | Springen                                    | Gelände                                     | Gesamt                                      |                                             | Wertungs- punkte |
| ------------------------------------------- | ------------------------------------------- | ------------------------------------------- | ------------------------------------------- | ------------------------------------------- | ------------------------------------------- | ------------------------------------------- | ---------------- |
| 1                                           | Großbritannien                              | Isabelle Taylor Orlando                     | 42,80                                       | 4,00                                        | 3,20                                        | 50,00                                       |                  |
| 1                                           | Großbritannien                              | Lucy Wiegersma Simon Porloe                 | 45,80                                       | 0,00                                        | 8,00                                        | 53,80                                       |                  |
| 1                                           | Großbritannien                              | Laura Collett Allora                        | 49,20                                       | 0,00                                        | 10,80                                       | 60,00                                       |                  |
| 1                                           | Großbritannien                              | Sarah Bullimore Reve du Rouet               | 48,40                                       | 8,00                                        | 12,00                                       | (68,40)                                     |                  |
| 1                                           | Großbritannien                              |                                             |                                             |                                             |                                             | 163,80                                      | 11               |
| 2                                           | Belgien                                     | Karin Donckers Fletcha van 't Verahof       | 39,80                                       | 0,00                                        | 11,20                                       | 51,00                                       |                  |
| 2                                           | Belgien                                     | Rik Geirnaert Zaferlina                     | 51,20                                       | 0,00                                        | 12,80                                       | 64,00                                       |                  |
| 2                                           | Belgien                                     | Xavier Snackers Ramses de Hurtebise Ewalco  | 54,20                                       | 4,00                                        | 44,80                                       | 103,00                                      |                  |
| 2                                           | Belgien                                     | Lara de Liedekerke Quella Langonnaise       | 49,60                                       | AUSG                                        |                                             | (1000,00)                                   |                  |
| 2                                           | Belgien                                     |                                             |                                             |                                             |                                             | 218,00                                      | 9                |
| 3                                           | Deutschland                                 | Kai-Steffen Meier TSF Karascada M           | 47,40                                       | 0,00                                        | 6,80                                        | 54,20                                       |                  |
| 3                                           | Deutschland                                 | Pia Münker Louis M                          | 42,00                                       | 16,00                                       | 19,60                                       | 77,60                                       |                  |
| 3                                           | Deutschland                                 | Benjamin Winter Woolpit Amble               | 59,20                                       | 13,00                                       | 14,80                                       | 87,00                                       |                  |
| 3                                           | Deutschland                                 | Freya Füllgraebe Oje Oje                    | 55,20                                       | 8,00                                        | 52,00                                       | (115,20)                                    |                  |
| 3                                           | Deutschland                                 |                                             |                                             |                                             |                                             | 218,80                                      | 8                |
| 4                                           | Frankreich                                  | Donatien Schauly Cadiz                      | 50,20                                       | 8,00                                        | 10,00                                       | 68,20                                       |                  |
| 4                                           | Frankreich                                  | Alexandra Martin Praline de Ribaud          | 56,40                                       | 0,00                                        | 12,80                                       | 69,20                                       |                  |
| 4                                           | Frankreich                                  | Camille Lejeune R'Du Temps Blinière         | 60,80                                       | 18,00                                       | 9,20                                        | 88,00                                       |                  |
| 4                                           | Frankreich                                  | Orlane Hillereau Naome de Glain             | 56,60                                       | 20,00                                       | 14,40                                       | (91,00)                                     |                  |
| 4                                           | Frankreich                                  |                                             |                                             |                                             |                                             | 225,40                                      | 7                |
| weitere Platzierungen: Niederlande: 5. Rang | weitere Platzierungen: Niederlande: 5. Rang | weitere Platzierungen: Niederlande: 5. Rang | weitere Platzierungen: Niederlande: 5. Rang | weitere Platzierungen: Niederlande: 5. Rang | weitere Platzierungen: Niederlande: 5. Rang | weitere Platzierungen: Niederlande: 5. Rang | 6                |

Einzelwertung CICO 3*
| Rang | Reiter            | Pferd                  | Mannschafts- wertung | Minuspunkte | Minuspunkte | Minuspunkte | Minuspunkte |
| Rang | Reiter            | Pferd                  | Mannschafts- wertung | Dressur     | Springen    | Gelände     | Gesamt      |
| ---- | ----------------- | ---------------------- | -------------------- | ----------- | ----------- | ----------- | ----------- |
| 1    | Isabelle Taylor   | Orlando                | ja                   | 42,80       | 4,00        | 3,20        | 50,00       |
| 2    | Karin Donckers    | Fletcha van 't Verahof | ja                   | 39,80       | 0,00        | 11,20       | 51,00       |
| 3    | Lucy Wiegersma    | Mr Chunky              | nein                 | 47,40       | 0,00        | 5,20        | 52,60       |
| 4    | Lucy Wiegersma    | Simon Porloe           | ja                   | 45,80       | 0,00        | 8,00        | 53,80       |
| 5    | Kai-Steffen Meier | TSF Karascada M        | ja                   | 47,40       | 0,00        | 6,80        | 54,20       |

### 7. Prüfung: Niederlande
Den Abschluss der Turnierserie bildete Military Boekelo, das Nationenpreisturnier der Niederlande. Bereits seit Jahren wird hier, zum Ende der grünen Saison, eine Nationenwertung durchgeführt. Das Turnier wurde vom 11. bis 13. Oktober 2013 ausgetragen.
Mannschaftswertung CCIO 3*
| | Mannschaft | Reiter und Pferde | Minuspunkte | Minuspunkte | Minuspunkte | Minuspunkte | Wertungs- punkte |
| Dressur | Mannschaft | Reiter und Pferde | Gelände | Springen | Gesamt | | Wertungs- punkte |
| --- | --- | --- | --- | --- | --- | --- | ---------------- |
| 1 | Deutschland | Peter Thomsen Barny | 43,00 | 1,20 | 0,00 | 44,20 |                  |
| 1 | Deutschland | Michael Jung Rocana | 39,00 | 0,00 | 12,00 | 51,00 |                  |
| 1 | Deutschland | Ingrid Klimke Hale Bob | 41,40 | 0,00 | 12,00 | 53,40 |                  |
| 1 | Deutschland | Julia Krajewski Lost Prophecy | 43,60 | 32,00 | 4,00 | (79,60) |                  |
| 1 | Deutschland | | | | | 148,60 | 11               |
| 2 | Großbritannien | Kitty King Persimmon | 36,80 | 7,20 | 4,00 | 48,00 |                  |
| 2 | Großbritannien | Laura Collett Allora | 46,80 | 9,20 | 4,00 | 60,00 |                  |
| 2 | Großbritannien | Isabelle Taylor Starlet | 55,00 | 0,00 | 8,00 | 63,00 |                  |
| 2 | Großbritannien | Gemma Tattersall Chico Bella P | 45,00 | AUSG | | (1000,00) |                  |
| 2 | Großbritannien | | | | | 171,00 | 9                |
| 3 | Irland | Camilla Speirs Just a Jiff | 43,80 | 2,80 | 4,00 | 50,60 |                  |
| 3 | Irland | Sarah Ennis Stellor Rebound | 46,60 | 10,40 | 1,00 | 58,00 |                  |
| 3 | Irland | Austin O’Connor Balham Houdini | 55,80 | 53,60 | 4,00 | 113,40 |                  |
| 3 | Irland | Katie O’Sullivan Cooley Blue Flame | 55,40 | AUSG | | (1000,00) |                  |
| 3 | Irland | | | | | 222,00 | 8                |
| 4 | Frankreich | Eric Vigeanel Qatar du Puech Rouget | 48,60 | 11,60 | 4,00 | 64,20 |                  |
| 4 | Frankreich | Karim Florent Laghouag Qualson de l'Ehn | 56,40 | 10,40 | 8,00 | 74,80 |                  |
| 4 | Frankreich | Caroline Chadelat Kadessia | 51,80 | 32,00 | 0,00 | 83,80 |                  |
| 4 | Frankreich | Geoffroy Soullez Madiran du Liot | 39,20 | AUSG | | (1000,00) |                  |
| 4 | Frankreich | | | | | 222,80 | 7                |
| weitere Platzierungen: Italien: 5. Rang Schweden: 6. Rang Vereinigte Staaten: 7. Rang Belgien: 8. Rang Niederlande: 9. Rang Australien: 10. Rang Schweiz: 11. Rang Russland: 12. Rang Neuseeland: 13. Rang | weitere Platzierungen: Italien: 5. Rang Schweden: 6. Rang Vereinigte Staaten: 7. Rang Belgien: 8. Rang Niederlande: 9. Rang Australien: 10. Rang Schweiz: 11. Rang Russland: 12. Rang Neuseeland: 13. Rang | weitere Platzierungen: Italien: 5. Rang Schweden: 6. Rang Vereinigte Staaten: 7. Rang Belgien: 8. Rang Niederlande: 9. Rang Australien: 10. Rang Schweiz: 11. Rang Russland: 12. Rang Neuseeland: 13. Rang | weitere Platzierungen: Italien: 5. Rang Schweden: 6. Rang Vereinigte Staaten: 7. Rang Belgien: 8. Rang Niederlande: 9. Rang Australien: 10. Rang Schweiz: 11. Rang Russland: 12. Rang Neuseeland: 13. Rang | weitere Platzierungen: Italien: 5. Rang Schweden: 6. Rang Vereinigte Staaten: 7. Rang Belgien: 8. Rang Niederlande: 9. Rang Australien: 10. Rang Schweiz: 11. Rang Russland: 12. Rang Neuseeland: 13. Rang | weitere Platzierungen: Italien: 5. Rang Schweden: 6. Rang Vereinigte Staaten: 7. Rang Belgien: 8. Rang Niederlande: 9. Rang Australien: 10. Rang Schweiz: 11. Rang Russland: 12. Rang Neuseeland: 13. Rang | weitere Platzierungen: Italien: 5. Rang Schweden: 6. Rang Vereinigte Staaten: 7. Rang Belgien: 8. Rang Niederlande: 9. Rang Australien: 10. Rang Schweiz: 11. Rang Russland: 12. Rang Neuseeland: 13. Rang | 6 5 4 3 2 0      |

Einzelwertung CCIO 3*
| Rang | Reiter        | Pferd                   | Mannschafts- wertung | Minuspunkte | Minuspunkte | Minuspunkte | Minuspunkte |
| Rang | Reiter        | Pferd                   | Mannschafts- wertung | Dressur     | Gelände     | Springen    | Gesamt      |
| ---- | ------------- | ----------------------- | -------------------- | ----------- | ----------- | ----------- | ----------- |
| 1    | Lizzie Brown  | Henton Attorney General | nein                 | 33,40       | 2,40        | 4,00        | 39,80       |
| 2    | Peter Thomsen | Barny                   | ja                   | 43,00       | 1,20        | 0,00        | 44,20       |
| 3    | Mark Todd     | Leonidas II             | nein                 | 43,60       | 1,20        | 0,00        | 44,80       |
| 4    | Kenki Satō    | Chippieh                | nein                 | 38,20       | 8,00        | 0,00        | 46,20       |
| 5    | Kitty King    | Persimmon               | ja                   | 36,80       | 7,20        | 4,00        | 48,00       |

## Gesamtwertung (Zwischenstand)
In die Gesamtwertung gingen die besten fünf Ergebnisse jeder Mannschaft ein. Mit knappem Vorsprung gewann die britische Equipe die Saison 2013.
|    |                    | FRA | GBR | POL | DEU | ITA | BEL | NED | Wertungs- punkte |
| -- | ------------------ | --- | --- | --- | --- | --- | --- | --- | ---------------- |
| 1  | Großbritannien     | (6) | 11  | —   | 9   | 11  | 11  | 9   | 51               |
| 2  | Deutschland        | 11  | 9   | —   | 11  | 8   | (8) | 11  | 50               |
| 3  | Frankreich         | 9   | 6   | —   | —   | —   | 7   | 7   | 29               |
| 4  | Italien            | 8   | —   | —   | —   | 9   | —   | 6   | 23               |
| 5  | Niederlande        | 7   | 5   | —   | —   | —   | 6   | 2   | 20               |
| 6  | Neuseeland         | 5   | 7   | —   | 6   | —   | —   | 0   | 18               |
| 7  | Australien         | —   | 8   | —   | 7   | —   | —   | 0   | 15               |
| 8  | Irland             | —   | —   | —   | 5   | —   | —   | 8   | 13               |
| 9  | Schweden           | —   | —   | —   | 8   | —   | —   | 5   | 13               |
| 10 | Belgien            | —   | —   | —   | —   | —   | 9   | 3   | 12               |
| 11 | Vereinigte Staaten | —   | —   | —   | 4   | —   | —   | 1   | 8                |
| 12 | Spanien            | 4   | —   | —   | —   | —   | —   | —   | 4                |
| 13 | Schweiz            | —   | —   | —   | —   | —   | —   | 0   | 0                |
| 13 | Russland           | —   | —   | —   | —   | —   | —   | 0   | 0                |